# Studere
Die Studere – Rechtszeitschrift der Universität Potsdam (Eigenschreibweise: *studere) ist eine seit dem Jahr 2008 semesterweise erscheinende, von Studierenden der Universität Potsdam organisierte Rechtszeitschrift nach Tradition amerikanischer Law Reviews.

## Geschichte
Die Studere wurde 2008 von Studierenden der Rechtswissenschaft der Universität Potsdam gegründet. Seitdem erscheint die Rechtszeitschrift zweimal jährlich. In unregelmäßigen Abständen wird zudem eine Sonderausgabe für Erstsemester herausgegeben.

## Zielsetzung
Zielsetzung ist es, „sowohl Fachautoren als auch Studierenden die Möglichkeit zu geben, durch die Publikation eigener wissenschaftlicher Aufsätze einen Beitrag zu Lehre und Rechtsdiskurs zu leisten“. Insbesondere Studenten sollen die Möglichkeit erhalten, in einer juristischen wissenschaftlichen Fachzeitschrift zu veröffentlichen.

## Inhalt
Die Studere richtet sich an Studenten der Rechtswissenschaft, ist aber keine klassische Ausbildungszeitschrift. Neben herausragenden Klausurbearbeitungen oder Hausarbeiten  werden Fachaufsätze veröffentlicht. Zudem werden propädeutische Aufsätze von Lehrenden der Universität veröffentlicht. Die Artikel erscheinen vornehmlich in deutscher Sprache, zum Teil aber auch in Englisch oder Französisch.

## Organisation
Träger der Zeitschrift ist der gemeinnützige Verein *studere e. V. Die Redaktion der Studere besteht aus Studenten der Rechtswissenschaft an der Universität Potsdam.  Unterstützt wird die Studere bei inhaltlichen Fragen durch einen wissenschaftlichen Beirat, der aus Professoren der Universität besteht.